# Вінницька телевежа
Ві́нницька телеве́жа — вантова висотна споруда зі сталевих труб висотою 354 метра. Збудована у 1961 році у Вінниці з метою трансляції радіо та телебачення. Вінницька радіотелевізійна щогла являє собою виготовлену зі спеціальної сталі трубу діаметром близько двох метрів, всередині якої рухається ліфт, який має вісім зупинок і піднімається на висоту 309 метрів.
Відмінною особливістю порівняно з іншими трансляційними вежами такого розміру є три поперечні перекладини під кутом 120 градусів одна від одної у двох місцях вежі. Саме до них кріпляться підтримувальні троси. Вежі аналогічної конструкції, але менші за розміром було побудовано у багатьох містах України та інших країн, які входили до складу Радянського Союзу.
2002 року було здійснено капітальний ремонт із заміни опорних конструкцій. Було відновлено розпорки та замінено підтримувальні канати.
У ході російсько-української війни, 16 березня 2022 року о 4:30 по комплексу телевежі був завданий ракетний удар. З людей ніхто не постраждав, але кілька діб був відсутній телесигнал Т2.

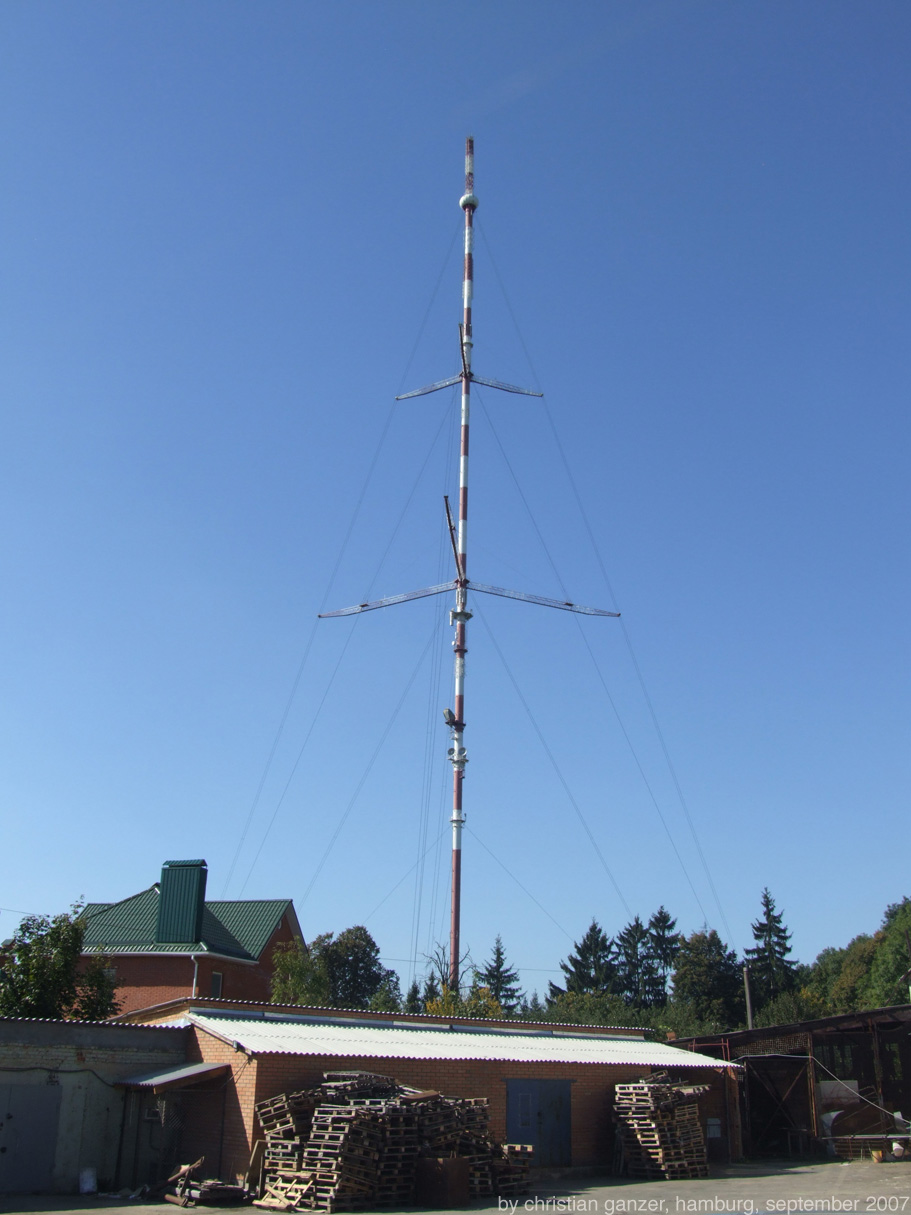
Вінницька телевежа, 22 вересня 2007 р.

## Подібні вежі в інших містах
| Місто           | Рік зведення | Висота  | Coordinates                                                                     |
| --------------- | ------------ | ------- | ------------------------------------------------------------------------------- |
| Оренбург        | ?            | 200 м   | 51°46′18″ пн. ш. 55°06′58.18″ сх. д. / 51.77167° пн. ш. 55.1161611° сх. д.      |
| Первомайськ     | 1965         | 199 м   | 48°04′01.17″ пн. ш. 30°51′29.4″ сх. д. / 48.0669917° пн. ш. 30.858167° сх. д.   |
| Кривий Ріг      | 1960         | 198 м   | 47°54′42.4″ пн. ш. 33°25′5.9″ сх. д. / 47.911778° пн. ш. 33.418306° сх. д.      |
| Владикавказ     | 1961         | 198 м   | 43°00′56″ пн. ш. 44°41′10.45″ сх. д. / 43.01556° пн. ш. 44.6862361° сх. д.      |
| Барнаул         | 1962         | 197,5 м | 53°18′8.5″ пн. ш. 83°46′45.9″ сх. д. / 53.302361° пн. ш. 83.779417° сх. д.      |
| Іжевськ         | 1962         | 195 м   | 56°52′19.1″ пн. ш. 53°09′50.15″ сх. д. / 56.871972° пн. ш. 53.1639306° сх. д.   |
| Южно-Сахалінськ | 1963         | 182 м   | 46°56′59.3″ пн. ш. 142°45′1.5″ сх. д. / 46.949806° пн. ш. 142.750417° сх. д.    |
| Саранськ        | 1961         | 180 м   | 54°11′11.95″ пн. ш. 45°08′49.4″ сх. д. / 54.1866528° пн. ш. 45.147056° сх. д.   |
| Бійськ          | 1965         | 180 м   | 52°32′53.99″ пн. ш. 85°11′46.09″ сх. д. / 52.5483306° пн. ш. 85.1961361° сх. д. |
| Архангельськ    | 1964         | 151 м   | 64°32′46.96″ пн. ш. 40°30′55.8″ сх. д. / 64.5463778° пн. ш. 40.515500° сх. д.   |
| Калінінград     | 1962         | 151 м   | 54°43′41.8″ пн. ш. 20°29′39.8″ сх. д. / 54.728278° пн. ш. 20.494389° сх. д.     |
| Веселівка       | 1965         | 151 м   | 54°35′31″ пн. ш. 22°00′48″ сх. д. / 54.59194° пн. ш. 22.01333° сх. д.           |

## Радіо
Радіостанції які мовлять з цієї телевежі
- 70.91 — Радіо Марія
- 88.6 — Українське Радіо / Українське радіо. Вінниця
- 92.0 — Радіо «П'ятниця»
- 99.3 — Армія FM
- 99.8 — Люкс FM
- 100.3 — Радіо Промінь
- 100.9 — Радіо Культура
- 101.8 — Місто над Бугом
- 103.7 — Радіо ТАКТ
- 104.8 — Стильне радіо Перець FM
- 106.4 — Наше Радіо
- 107.4 — Радіо MAXIMUM
- 107.8 — Radio NV

## Телебачення

### Цифрове мовлення
- 8. 7-й мульииплекс
- 31. 3-й мульииплекс
- 32. 2-й мульииплекс
- 39. 1-й мульииплекс
- 49. 5-й мульииплекс

## Виноски
1. ↑  ДТ. «ГУЛЛІВЕРИ» ЗЕМНИХ СПОРУД. Архів оригіналу за 30 травня 2012. Процитовано 13 лютого 2010.
2. ↑  Ракетний удар по Вінниці: пошкоджено телевежу // 5 канал